# 第1軍 (アメリカ軍)
第1軍（だいいちぐん、First U.S. Army "First In Deed"(Reserve)）は、アメリカ陸軍における軍のひとつ。予備役の召集訓練と運用等を統括している。

## 概要
最初に第1軍が編成されたのは1918年のことである。第一次世界大戦において欧州に派遣されたアメリカ外征軍(American Expeditionary Force)の部隊として編成されている。これは第一次世界大戦の終結に伴い1919年には一度、解散した。
1933年に入り、訓練統括部隊として復活している。第二次世界大戦中は実戦部隊として、欧州に移動し、第21軍集団の下でノルマンディー上陸作戦に参加している。その後、コブラ作戦などフランス国内を進撃し、レマーゲン鉄橋（ルーデンドルフ橋）の奪取にも関与した。
第二次世界大戦後、第1軍は再び訓練統括部隊の任に戻った。1966年、第1軍は第2軍と統合され、司令部はフォート・ミードに移動した。また、1973年、第1軍の任務は、陸軍常備軍の訓練から、陸軍予備役の管理に変更された。
1993年、第1軍は大規模な編成改編を受けて、隷下には、第75、第78、第85、第87、第91の5個師団が編成された。その後、米軍再編の一環として、2006年から2007年にかけて再び大規模な改編が行なわれ、これらの師団は解体されて、他の部隊と同様、旅団戦闘団を基幹とした編制に移行した。また、これらの旅団の上級司令部として、東西の2個の管区隊が設置された。これらの管区隊は、それぞれアメリカの東半分と西半分に所在する陸軍予備役部隊の管理を担当しており、その担当区域の境界はミシシッピ川とされている。

## 編成
- 東部管区隊（First Army Division East; フォート・ミード）[2]
  - 第157歩兵旅団（フォート・ジャクソン; 通称スパルタン、旧87師団第5旅団）
  - 第158歩兵旅団（パトリック空軍基地; 通称ウォリアー、旧87師団 第2旅団）
  - 第174歩兵旅団（フォート・ドラム; 通称パトリオット、旧78師団 第2旅団）
  - 第188歩兵旅団（フォート・スチュアート; 通称バトル・レディー、旧87師団 第4旅団）
  - 第189歩兵旅団（フォート・ブラッグ; 通称バヨネット、旧78師団 第4旅団）
  - 第72野戦砲兵旅団（フォート・ミード; 通称ウォリアー・イーグル、旧78師団 第5旅団）
  - 第4騎兵旅団（フォート・ノックス; 通称セイバー、旧85師団 第4旅団）
  - 第177機甲旅団（キャンプ・シェルビー; 通称マッドキャッツ、旧87師団 第3旅団）
  - 第205歩兵旅団（インディアナポリス; 通称バヨネット、旧85師団 第3旅団）

- 西部管区隊（First Army Division West; フォート・フッド）
  - 第5機甲旅団（フォート・カーソン; 旧91師団 第2旅団）
  - 第120歩兵旅団（フォート・フッド; 旧75師団 第2旅団）
  - 第166航空旅団（フォート・フッド; 旧75師団 第3旅団）
  - 第181歩兵旅団（フォート・マッコイ; 通称イーグル、旧85師団 第2旅団）
  - 第191歩兵旅団（フォート・ルイス; 旧91師団 第4旅団）
  - 第402野戦砲兵旅団（トラヴィス空軍基地; 旧91師団 第3旅団）
  - 第479野戦砲兵旅団（フォート・シル; 旧75師団 第4旅団）